# Radical 98
Le radical 98, qui signifie le carreau, est un des 23 des 214 radicaux chinois répertoriés dans le dictionnaire de Kangxi composés de cinq traits.
Le caractère Unicode de 瓦 est 74E6.

## Caractères avec le radical 98
| nombre de traits          | caractères                 |
| ------------------------- | -------------------------- |
| Sans trait supplémentaire | 瓦                         |
| 2 traits supplémentaires  | 瓧                         |
| 3 traits supplémentaires  | 瓨 瓩                      |
| 4 traits supplémentaires  | 瓪 瓫 瓬 瓭 瓮 瓯 瓰 瓱 瓲 |
| 5 traits supplémentaires  | 瓳 瓴 瓵                   |
| 6 traits supplémentaires  | 瓶 瓷 瓸                   |
| 7 traits supplémentaires  | 瓹 瓺 瓻 瓼                |
| 8 traits supplémentaires  | 瓽 瓾 瓿 甀 甁             |
| 9 traits supplémentaires  | 甂 甃 甄 甅 甆             |
| 10 traits supplémentaires | 甇 甈 甉                   |
| 11 traits supplémentaires | 甊 甋 甌 甍 甎 甏 甐 甑    |
| 12 traits supplémentaires | 甒                         |
| 13 traits supplémentaires | 甓 甔 甕                   |
| 14 traits supplémentaires | 甖                         |
| 16 traits supplémentaires | 甗                         |